# Camembert

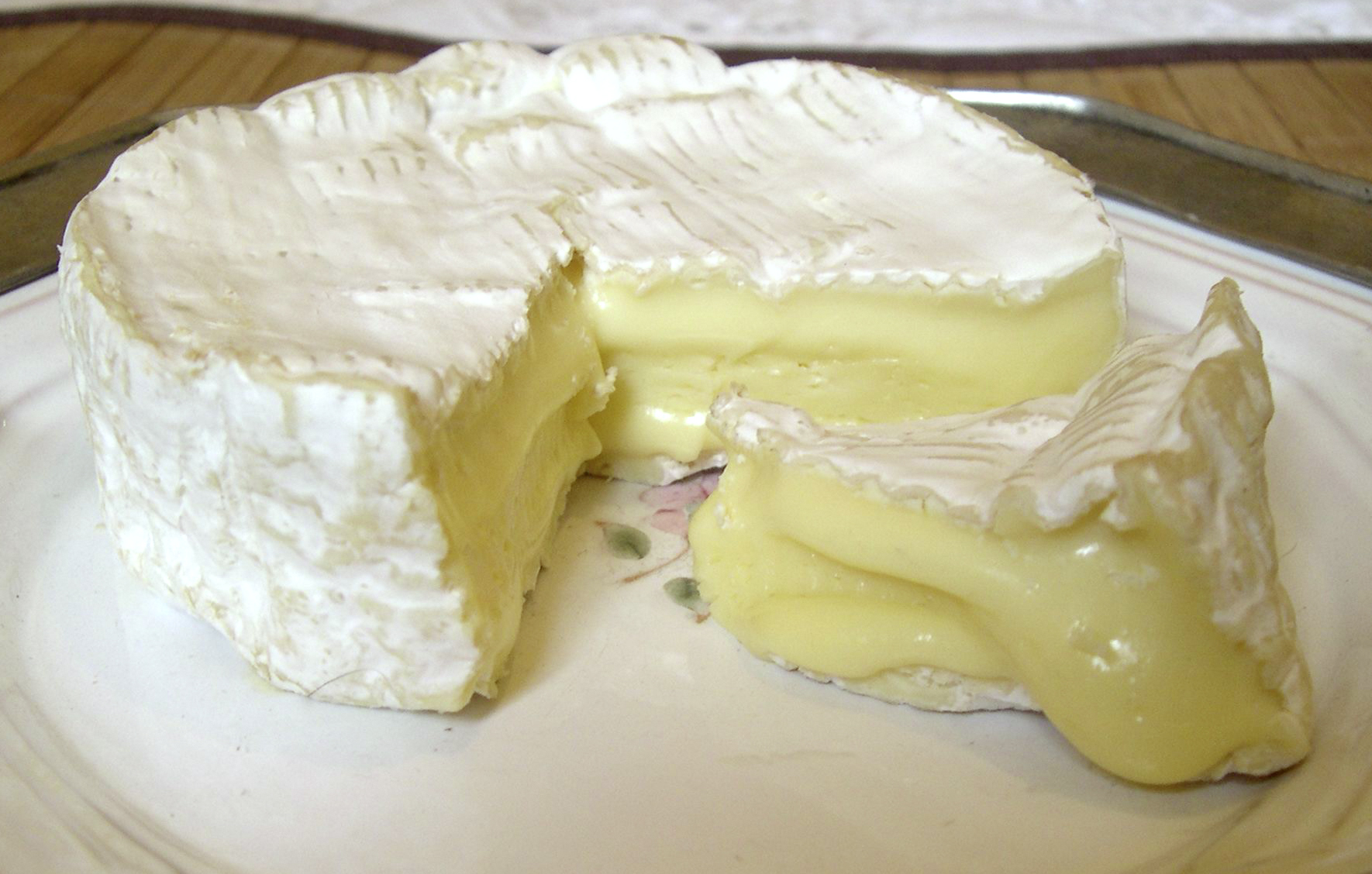
AOC Camembert de Normandie

Camembert je měkký sýr krémovité konzistence. Je pojmenován po francouzské vesnici Camembert ležící v departementu Orne v Normandii, kde vznikl. Normandský camembert získal roku 1983 označení Appellation d'origine contrôlée a jeho výroba je povolena v departementech Seine-Maritime, Calvados, Eure, Manche a Orne.

## Historie
O původu sýru s bílou plísní na povrchu, francouzského Camembertu, panují různé legendy. První z nich vypráví o tom, že jistá selka zapomněla sýr ve sklepě. Když ho po čase našla, byl obrostlý bílou plísní. Nejdříve ho chtěla vyhodit, když ho ale ochutnala, byla překvapena jeho báječnou chutí. Nejstarší písemné zmínky o tomto typu sýru pochází z roku 1554. Tím, kdo tento sýr skutečně proslavil, byla Marie la Fontaine Harel z vesnice Roiville okolo roku 1791. Její dcera pokračovala ve výrobě tohoto sýru a byla to ona, kdo jej nazvala podle nedalekého města Camembert.

## Výroba
Camembert se vyrábí z nepasterovaného kravského mléka, zraje ve formách za přítomnosti plísní Penicillium camemberti (synonymum Penicillium candidum) nejméně tři týdny. Vyrábí se v malých nízkých válečcích o hmotnosti 125 gramů, které jsou baleny do papíru a poté do krabiček.

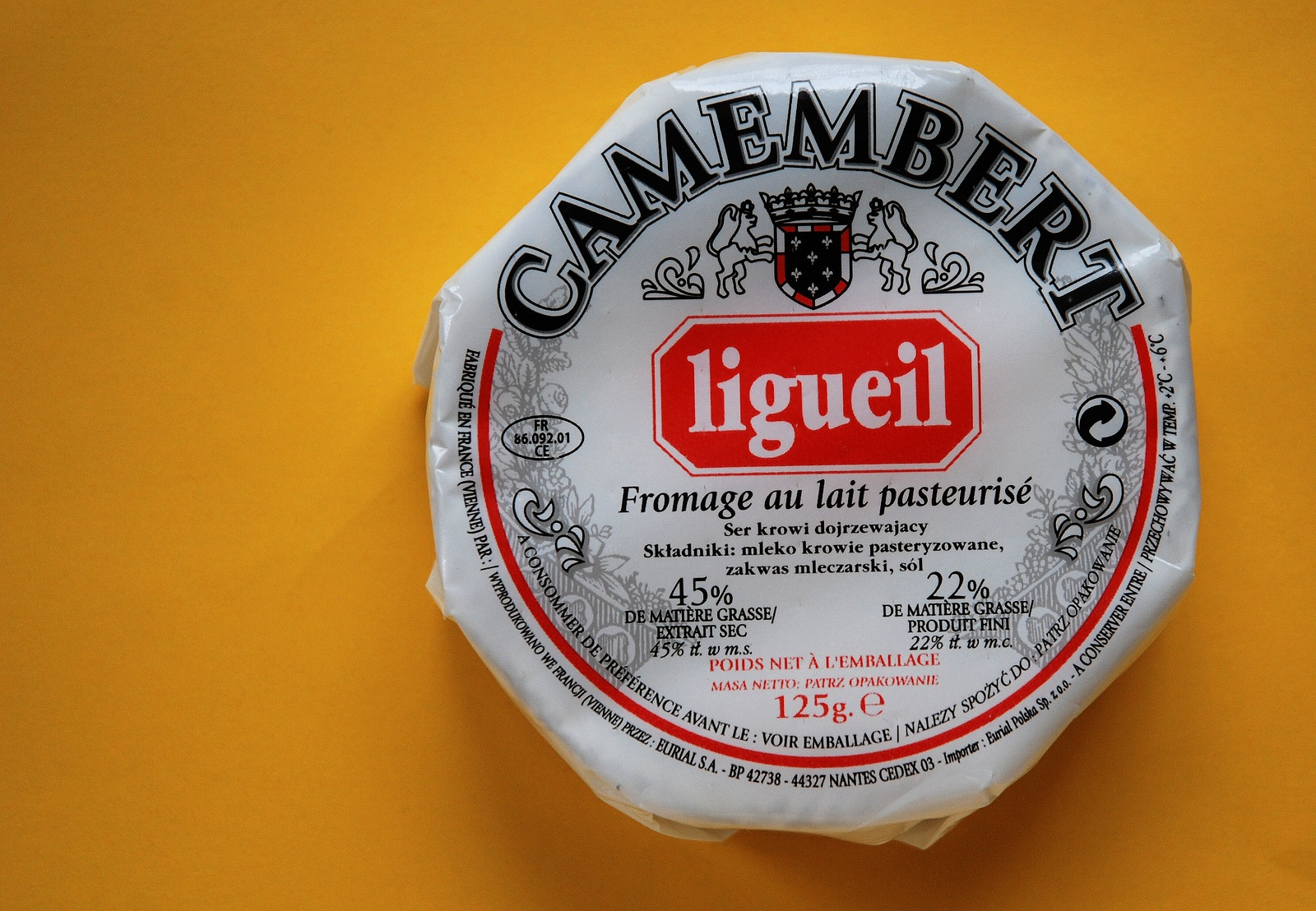
Camembert Ligueil

## Vlastnosti
Charakteristická chuť sýra se postupně mění s jeho stárnutím, od jemné až po palčivou. Patří k výtečným dezertním sýrům.

## Varianty
Sýr se vyrábí a na trh dodává v různých variantách a baleních, mnohdy odlišných i dle místa výroby.
- Ligueil je sýr typu camembert, který se vyrábí ve střední Francii, v oblasti Poitiers z kravského mléka.